# ال کیلگور
اَل کیلگور (انگلیسی: Al Kilgore؛ ‏ ۱۹ دسامبر ۱۹۲۷ – ۱۵ اوت ۱۹۸۳) هنرمند، کاریکاتوریست و فیلم‌ساز اهل ایالات متحده آمریکا بود.
اَل کیلگور در دوران جنگ جهانی دوم در نیروهای هوایی ایالات متحده خدمت کرد و پس از جنگ به هنر روی آورد و در سال ۱۹۵۱ از «مدرسهٔ هنر آرت کریر» فارغ‌التحصیل شد. وی در دوران دبیرستان با باب کوزی بسکتبال بازی می‌کرد.
اَل کیلگور در سال ۱۹۷۱ فیلم «دنیای هانس کریستین آندرسون» را تهیه و به‌همراه چاک مک‌کان کارگردانی نمود.

## جوایز
او در سال 1976 به خاطر فداکاری یا خدمات برجسته به انجمن یا  جایزه ویژگی های خاص آن در سال 1983 برای کتاب عروسک کاغذی الویس، جایزه نقره ای T-Square انجمن ملی کاریکاتوریست ها را دریافت کرد.